# Jędrzejewo (gmina Lubasz)
Jędrzejewo – wieś w Polsce położona w województwie wielkopolskim, w powiecie czarnkowsko-trzcianeckim, w gminie Lubasz. 
W latach 1975–1998 miejscowość należała administracyjnie do województwa pilskiego.